# Peter Kang U-il
Peter Kang U-il (sinh 1945) là một Giám mục Công giáo người Hàn Quốc của Giáo hội Công giáo Rôma. Ông hiện là Giám mục chính tòa Giáo phận Jeju. Trước đây, ông cũng từng đảm nhiệm các vị trí khác như Giám mục Phụ tá Tổng giáo phận Seuol và Chủ tịch Hội đồng Giám mục Hàn Quốc từ năm 2008 đến năm 2014.

## Tiểu sử
Giám mục Peter Kang U-il sinh ngày 12 tháng 10 năm 1945, tại Seoul, thủ đô của Hàn Quốc. Sau qáu trình tu học dài hạn tại  các cơ sở chủng viện, theo quy định của Giáo luật, thì ngày 9 tháng 12 năm 1974, Phó tế Kang, 29 tuổi, tiến đến việc được truyền chức linh mục, với nghi thức cử hành bởi Hồng y Stephen Kim Sou-hwan, Tổng giám mục Seoul. Tân linh mục là thành viên của linh mục đoàn Tổng giáo phận Seoul.
Sau hơn 10 năm thực hiện các công việc mục vụ tôn giáo, trên cương vị là một linh mục, ngày 21 tháng 12 năm 1985, tin tức từ Tòa Thánh loan báo việc Giáo hoàng đã tuyển chọn linh mục Peter Kang U-il, 40 tuổi, gia nhập Giám mục đoàn Công giáo Hoàn vũ, với vị trí được trao phó là Giám mục Phụ tá Tổng giáo phận Seoul và danh hiệu Giám mục Hiệu tòa Balecium. Lễ tấn phong cho vị giám mục tân cử được tổ chứcc sau đó vào ngày 14 tháng 2, với phần nghi thức chính yếu được cử hành cách trọng thể bởi 3 giáo sĩ cấp cao. Chủ phong cho tân giám mục là Hồng y Stephen Kim Sou-hwan, Tổng giám mục Seoul. Hai vị còn lại, với vai trò phụ phong, gồm có Giám mục Joseph Kyeong Kap-ryong, Giám mục chính tòa Giáo phận Daejeon và Giám mục Paul Kim Ok-kyun, Giám mục Phụ tá Seoul. Tân giám mục chọn cho mình khẩu hiệu:네 생명 주께 맡기고 그를 바라라.
Sau gần 17 năm thi hành các tác vụ tôn giáo, với phẩm trật giám mục phụ tá, ngày 20 tháng 7 năm 2002, Tòa Thánh loan báo tin chuyển đổi nhiệm sở đối với Giám mục Kang, qua đó, bổ nhiệm Giám mục này thành Giám mục chính tòa Giáo phận Jeju.
Ngoài các chức danh chính thức từ phía Tòa Thánh bổ nhiệm và thông báo, Giám mục Kang còn kiêm nhiệm vị tr1i Chủ tịch Hội đồng Giám mục Hàn Quốc từ ngày 16 tháng 10 năm 2008 đến ngày 30 tháng 10 năm 2014.